# Złotkowo (przystanek kolejowy)
Złotkowo – przystanek kolejowy w Złotkowie w powiecie poznańskim, leżący na szlaku kolejowym Piła – Poznań, uruchomiony przystanku nastąpiło 15 grudnia 2019.

## Ruch pasażerski
| Rok  | Wymiana pasażerska na dobę |
| ---- | -------------------------- |
| 2017 | –                          |
| 2022 | 20-49                      |

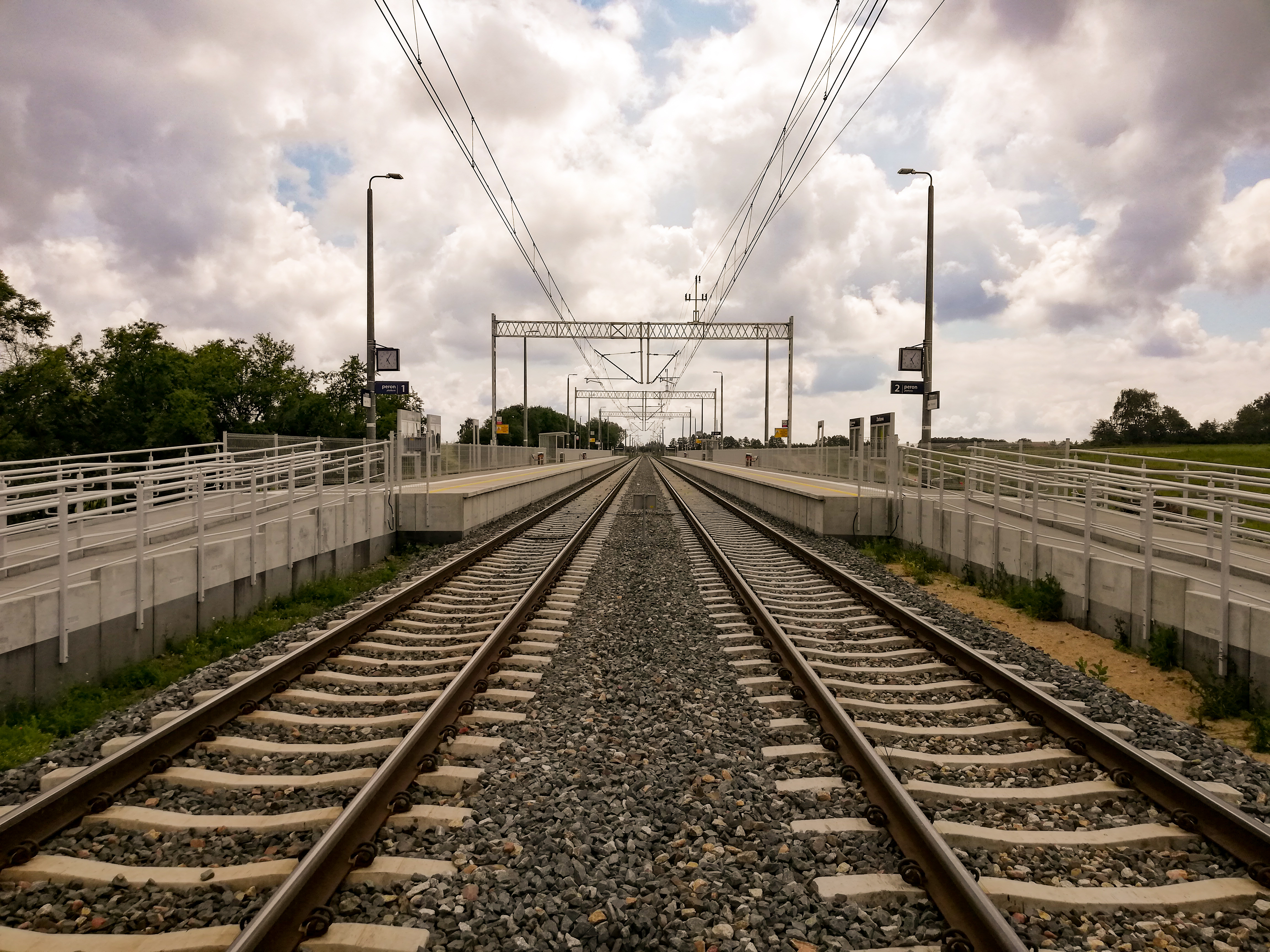
Perony
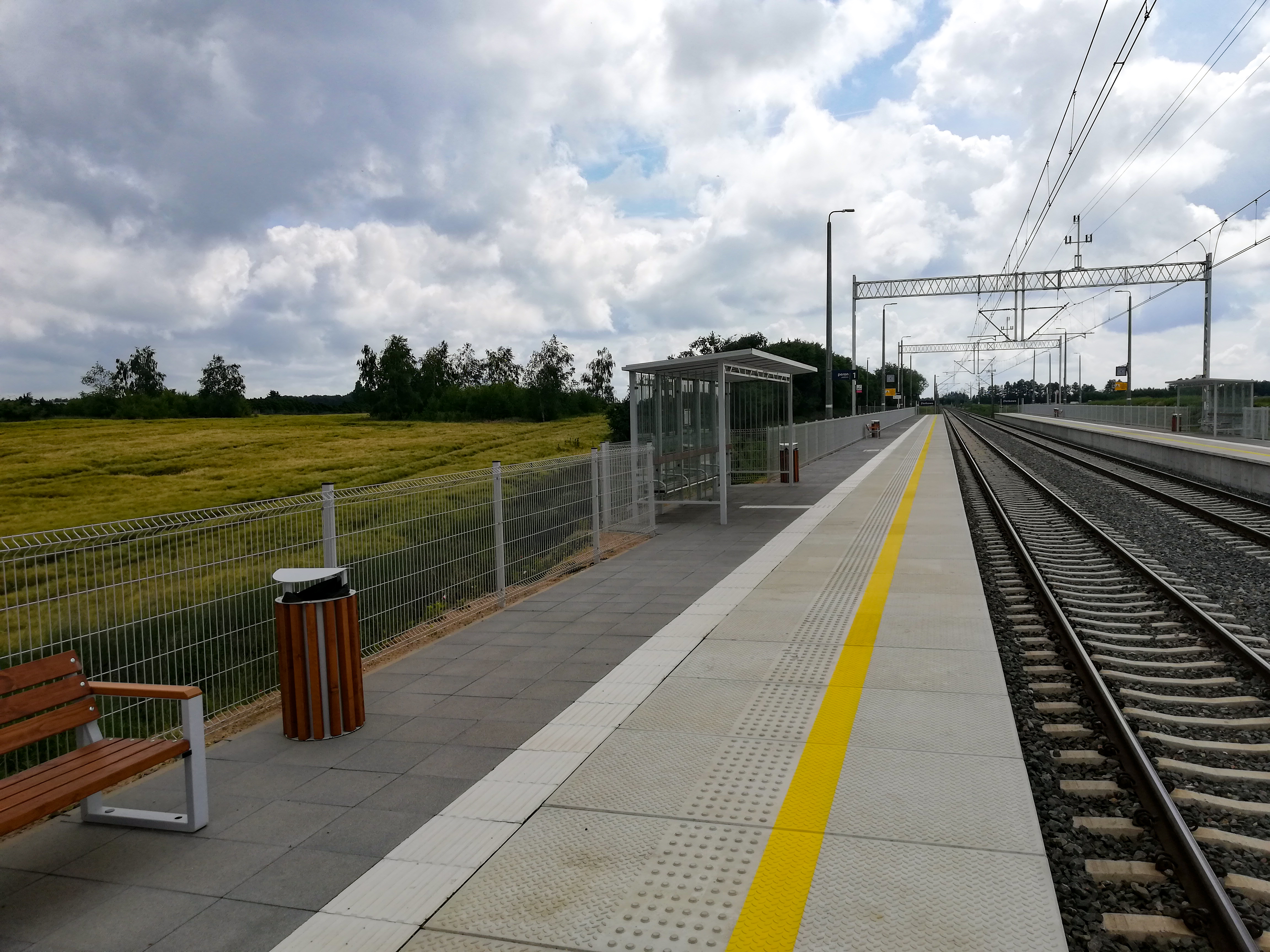
Wiata przystankowa